# 31190 Toussaint
31190 Toussaint è un asteroide della fascia principale. Scoperto nel 1997, presenta un'orbita caratterizzata da un semiasse maggiore pari a 2,5955070 UA e da un'eccentricità di 0,1145720, inclinata di 14,06391° rispetto all'eclittica.